# Castello di Vimperk
Il castello di Vimperk (in ceco Zámek Vimperk) si trova nel territorio del comune omonimo, Distretto di Prachatice nella Boemia Meridionale della Repubblica Ceca. L'antico castello risalente al XIII secolo, dopo essere stato acquisito nel 2015 dall'Istituto Nazionale dei Monumenti, è divenuto la sede di un moderno museo statale.

## Storia

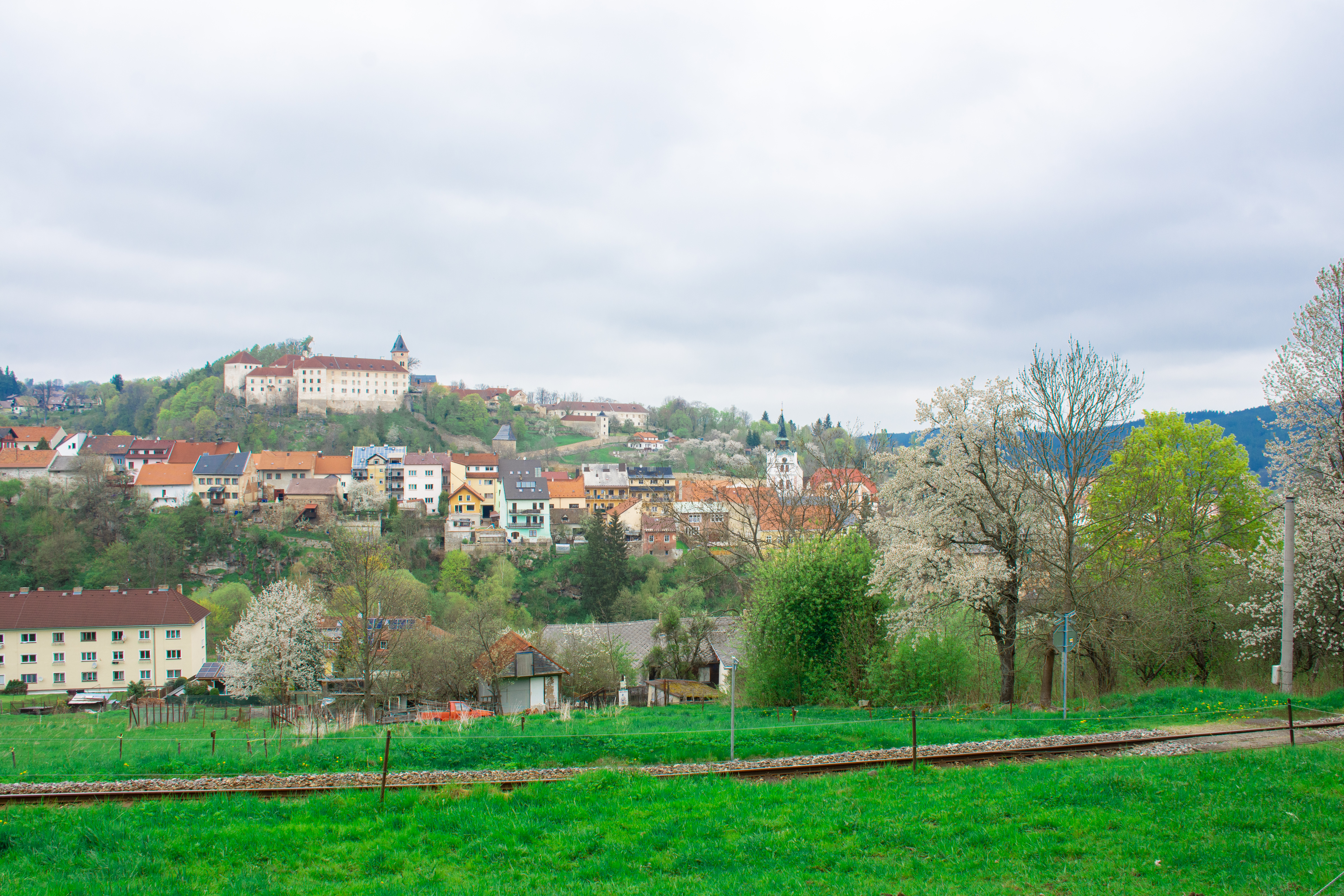
Panorama di Vimperk con vista sul castello

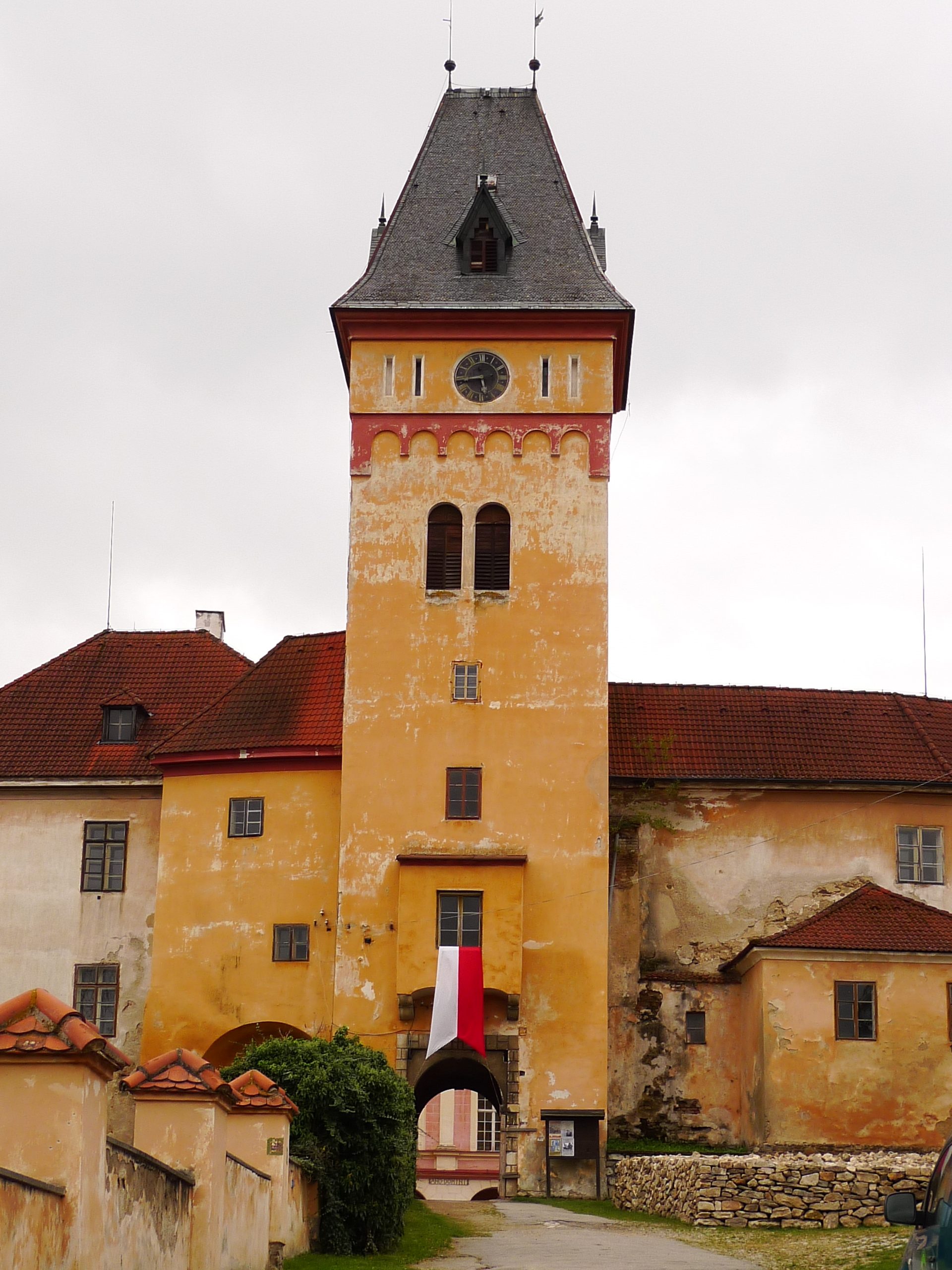
Torre con uno degli accessi al complesso

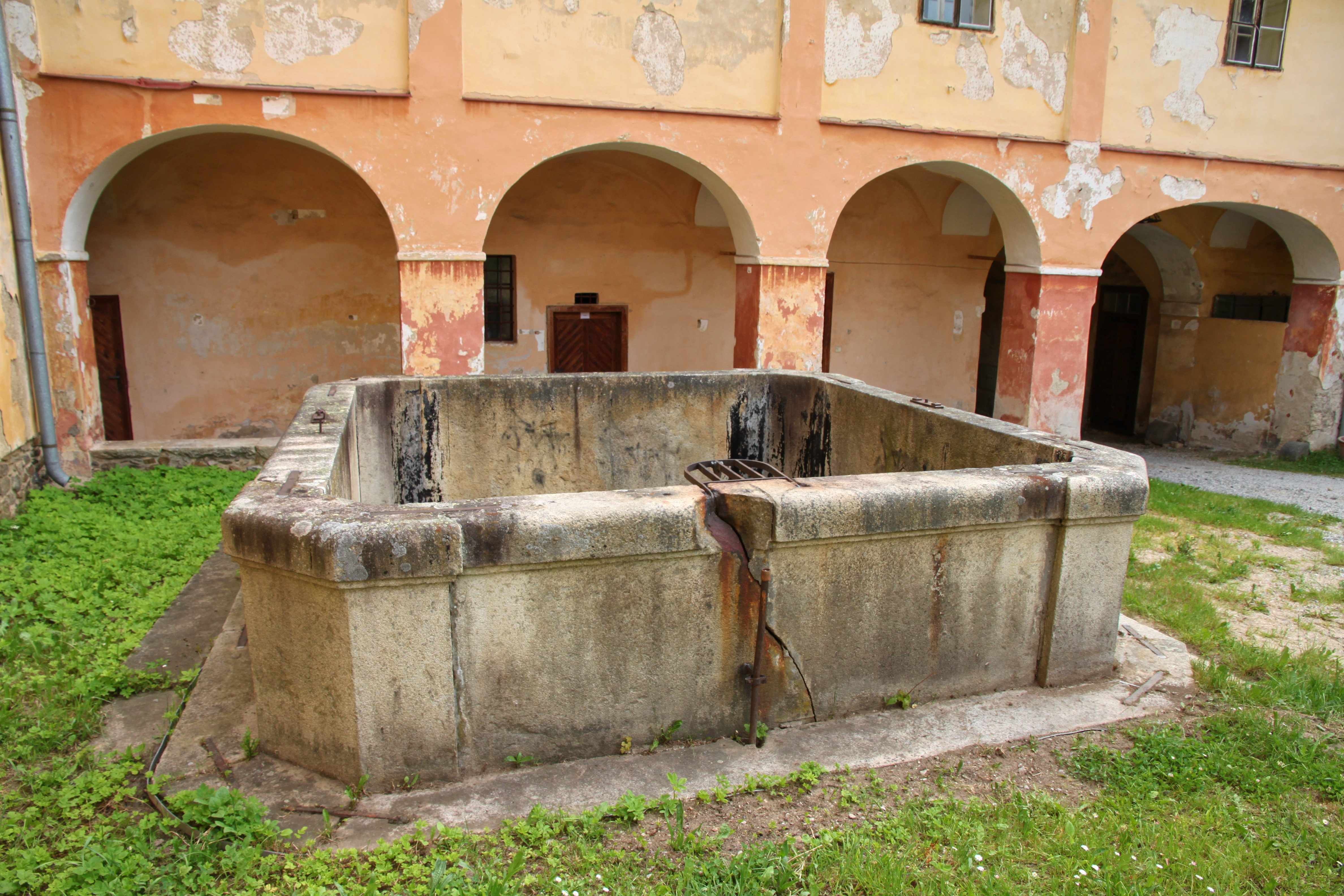
Grande fontana nel primo cortile

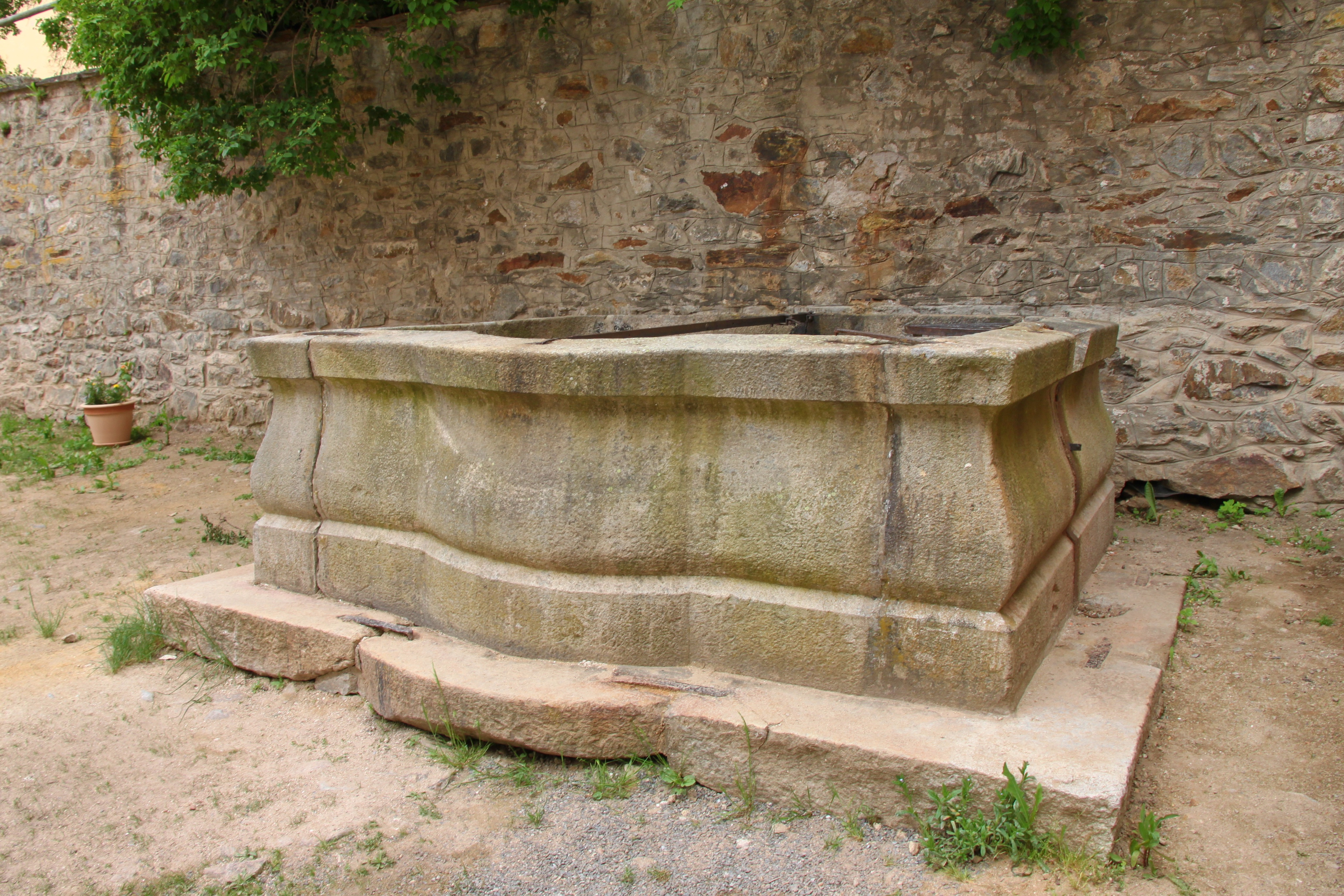
Fontana nel secondo cortile

La storia del castello di Vimper inizia attorno alla metà del XIII secolo quando la fortezza con doppie mura e fossato fu costruita su una roccia che dominava la valle per volere di Ottocaro II di Boemia. La sua costruzione fu necessaria come postazione a protezione del viaggio di pellegrini e mercanti sul Sentiero d'oro (in ceco Zlatá stezka), la rotta commerciale era costituita da mulattiere e altri percorsi che collegavano la Boemia con il territorio del Danubio in epoca medievale e rappresentava il collegamento più importante tra il territorio ceco e quello tedesco creando grande prosperità economica nei luoghi che attraversava e la denominazione che richiama il prezioso metallo è legata alla ricchezza indotta a livello territoriale e non all'oro poiché in effetti su tale via la principale materia prima trasportata era il sale e non l'oro. Ottocaro II di Boemia lasciò poco dopo il castello al suo fedele Purkart di Janovice, membro del seguito reale, con una concessione ereditaria reale. La famiglia beneficiaria ottenne col castello e i suoi possedimenti terrieri numerosi privilegi ma anche importanti obblighi nei confronti della corona. Sino alla fine del XIV secolo la fortezza svolse le funzioni per le quali era stata costruita, di difesa dei traffici, e suoi signori divennero in seguito anche nobili bavaresi di Strakonice e pure un borghese di Praga, Jan Rothlöw. Durante il XV secolo la proprietà passò ai Kaplír di Sulevice e, in quel periodo, la prima semplice fortificazione era ormai diventato un complesso con due torri, strutture fortificate e diversi palazzi di residenza, mentre vicino cresceva la cittadina di Vimperk. Intorno al 1470 il castello apparteneva ad un parente dei Kapliřů di Sulevice, Václav Vlček di Čenov, e il suo nome rimane ancora a denominare la torre più antica del castello di Vimper, chiamata di Vlček. I proprietari cambiarono continuamente nei tempi successivi e dopo i Malovci di Chýnov arrivarono due nobili famiglie che portavano nello stemma la rosa a cinque foglie: i signori di Hradec e la famiglia Rožmberk. Fu probabilmente nel XVI secolo che il castello venne modificato e ristrutturato nelle forme rinascimentali e, nei periodo successivi, nell'ex cortile del castello fu costruitla struttura poi chiamata Castello Inferiore anche se le date precise di tale costruzione non sono certe.

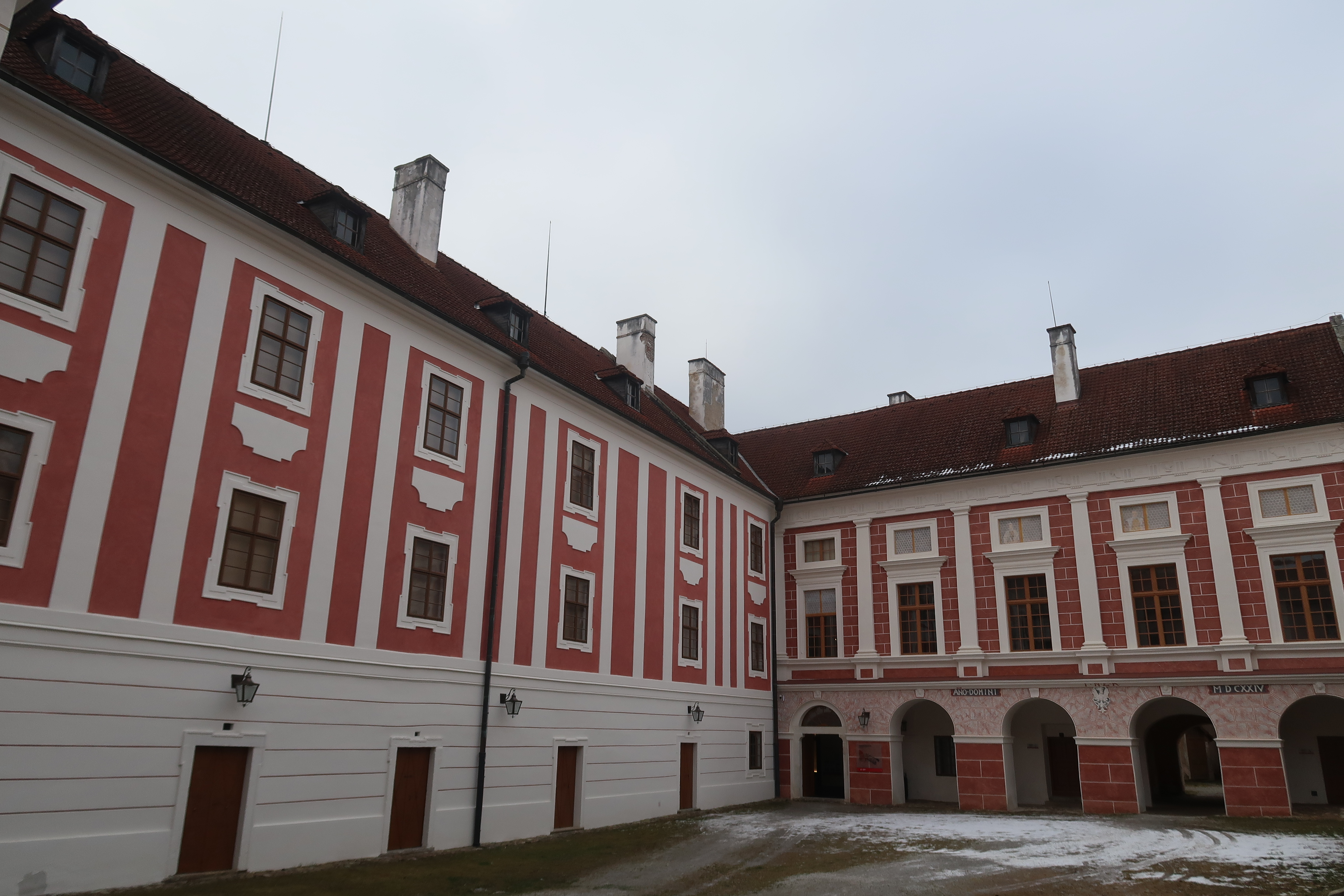
Particolare del secondo cortile

Nel 1601 il complesso venne comprato da Volf Novohradský di Kolovrat da Peter Vok di Rožmberk che versava in pessime condizioni economiche. Volf e il figlio Jáchym continuarono con le modifiche secondo lo stile rinascimentale e lo arricchirono di un impianto decorativo di grande pregio, ancora meritevole di interesse artistico. Gli affreschi rinascimentali presenti nei castelli superiore e inferiore, soprattutto i grandi soffitti a volta, sono la più importante eredità storica lasciata dalla famiglia Novohradský z Kolovrat. Nel 1630 il castello di Vimper, a causa delle grandi spese sostenute dai Kolovrat, fu ceduto agli Eggenberg. Gli Eggenberg risiedevano principalmente a Český Krumlov e raramente si recavano a Vimperk quindi non mostrarono molto interesse per il maniero che così, alla fine del XVII secolo, risultò che solo alcuni lavori già iniziati erano stati conclusi e per il resto fu eseguita solo una manutenzione minima. Al periodo degli Eggenberg risale la più antica raffigurazione del castello, un dipinto del pittore di corte di Eggenberg Heinrich de Veerle, risalente al 1686. Nel 1719 il castello fu acquistato dagli Schwarzenberg, l'ultima famiglia nobile a possedere il castello. Nel corso del XVIII secolo furono apportate alcune modifiche in stile barocco, ma le ricostruzioni più importanti avvennero solo nel secolo successivo. Il 20 luglio 1857, a causa di un fulmine, il Castello Superiore bruciò quasi completamente e malgrado l'intervento in forze di tutti i dipendenti dell'amministrazione immobiliare e di centinaia di cittadini l'incendio venne domato solo una settimana dopo. I lavori di ristrutturazione che si resero così necessari furono enormi poiché erano andati distrutte le coperture dei tetti e i piani alti. L'incendiò finì per rendere più veloce la trasformazione che da anni stava subendo la struttura e così al posto dei soggiorni e delle sontuose camere da letto dell'antica residenza nobiliare, nel XIX secolo, si costruirono appartamenti per i funzionari di Schwarzenberg. Dopo un lungo periodo di abbandono e degrado, nel 2015, è stato rilevato dall'Istituto Nazionale dei Monumenti e da allora è stato gradualmente restaurato divenendo la sede di un moderno museo statale.

## Descrizione

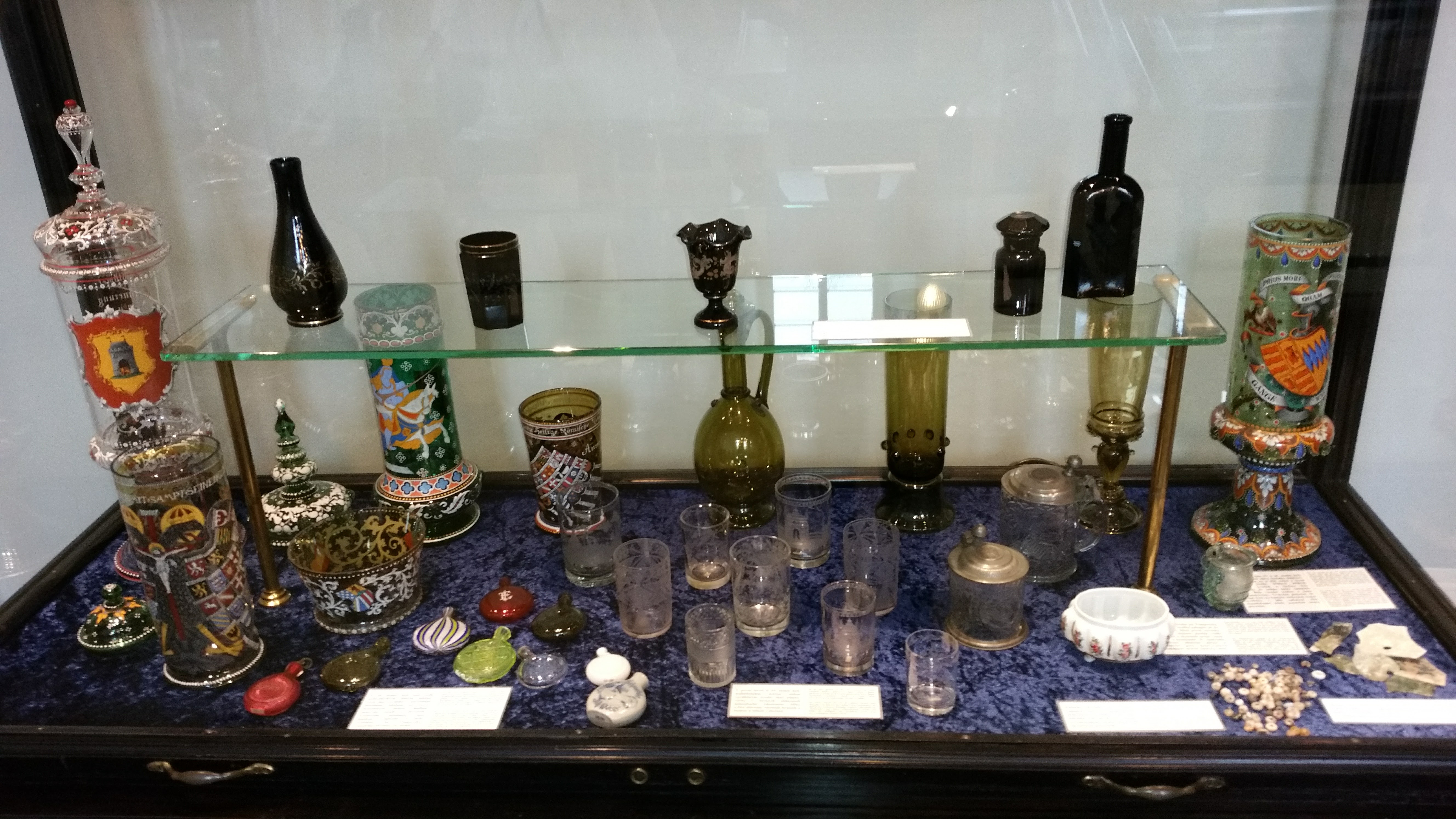
Sala espositiva del museo con collezione di vetri antichi

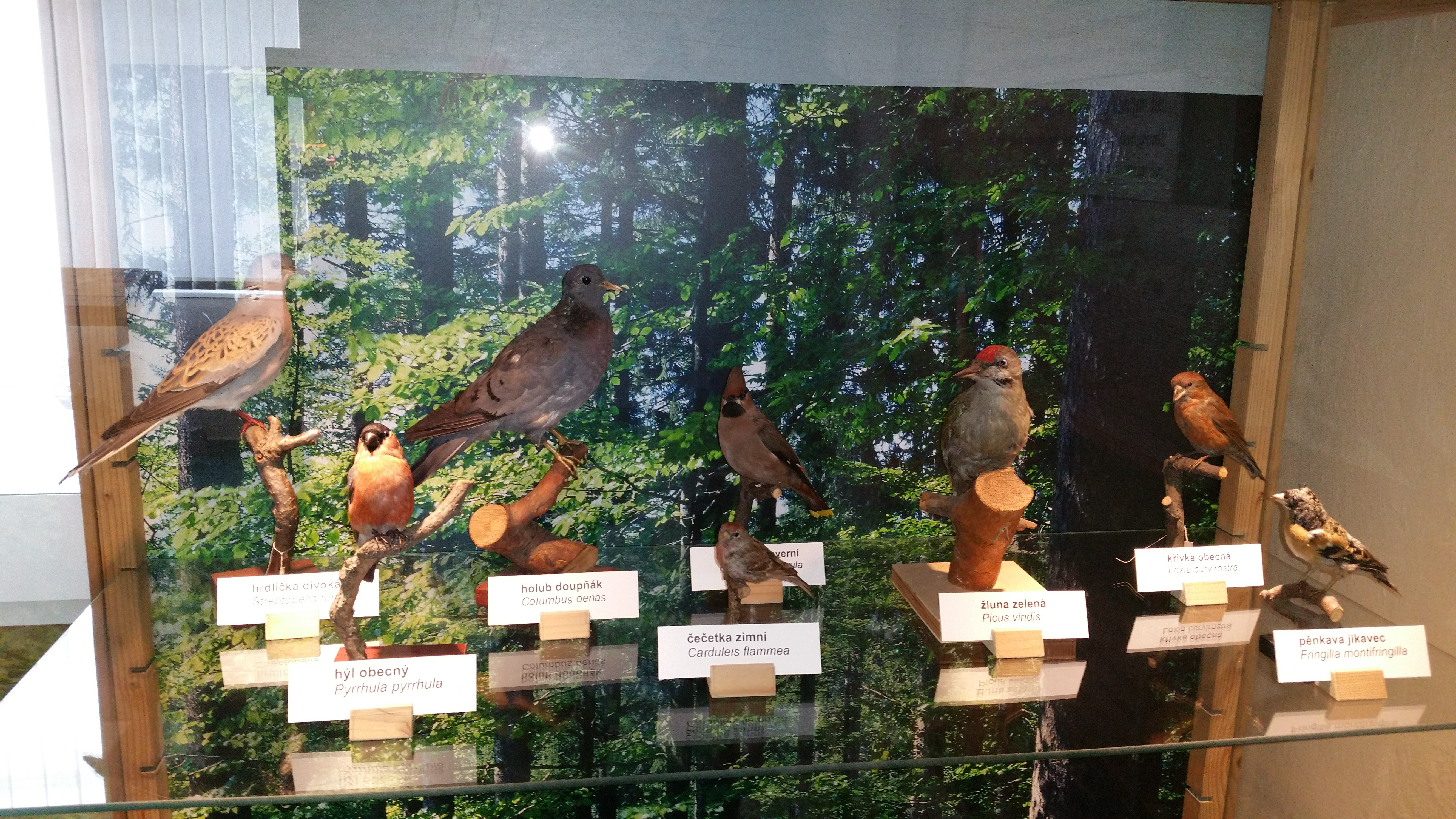
Sala espositiva del museo con collezione naturalistica

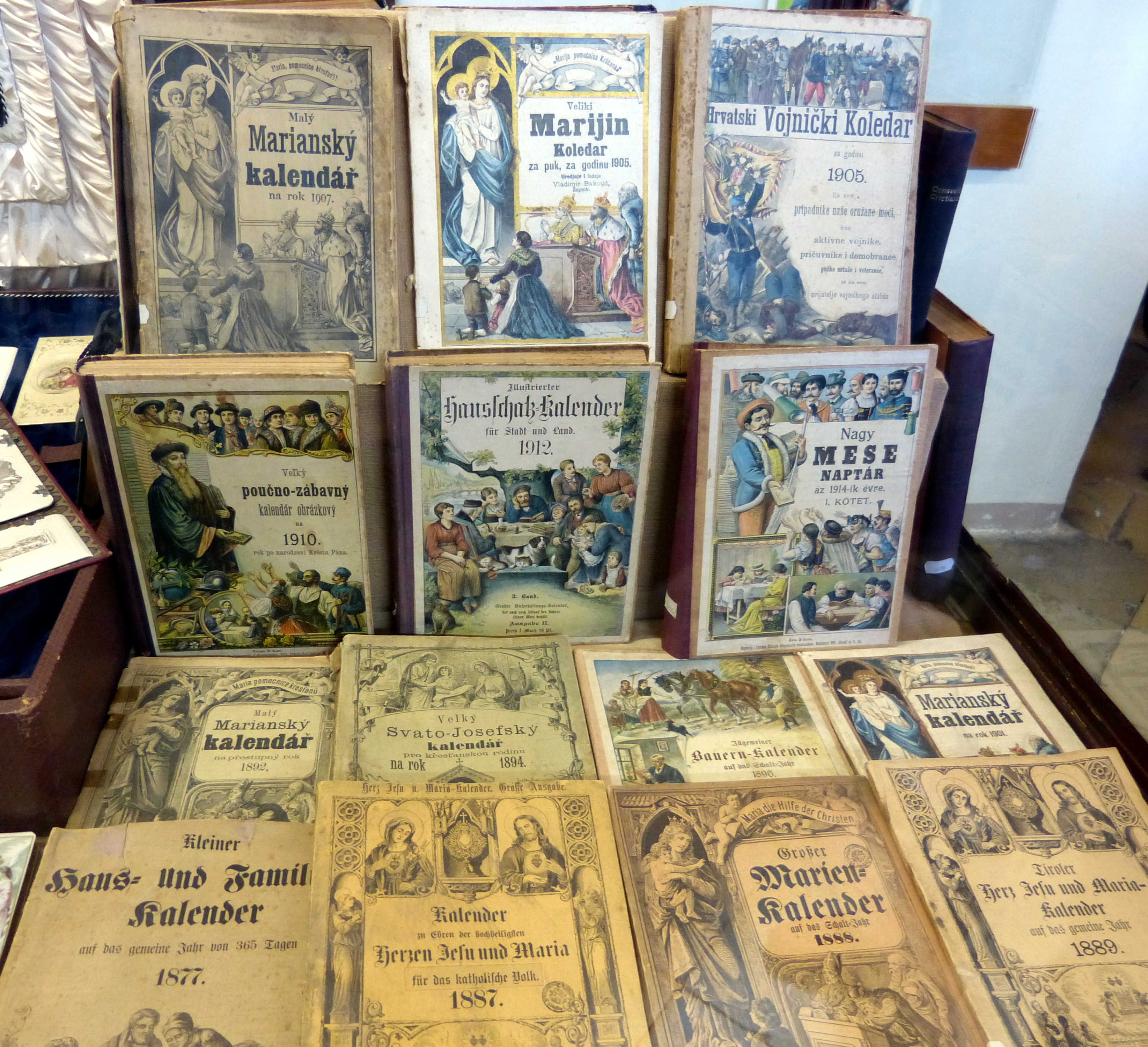
Sala espositiva del museo con raccolta di calendari sacri

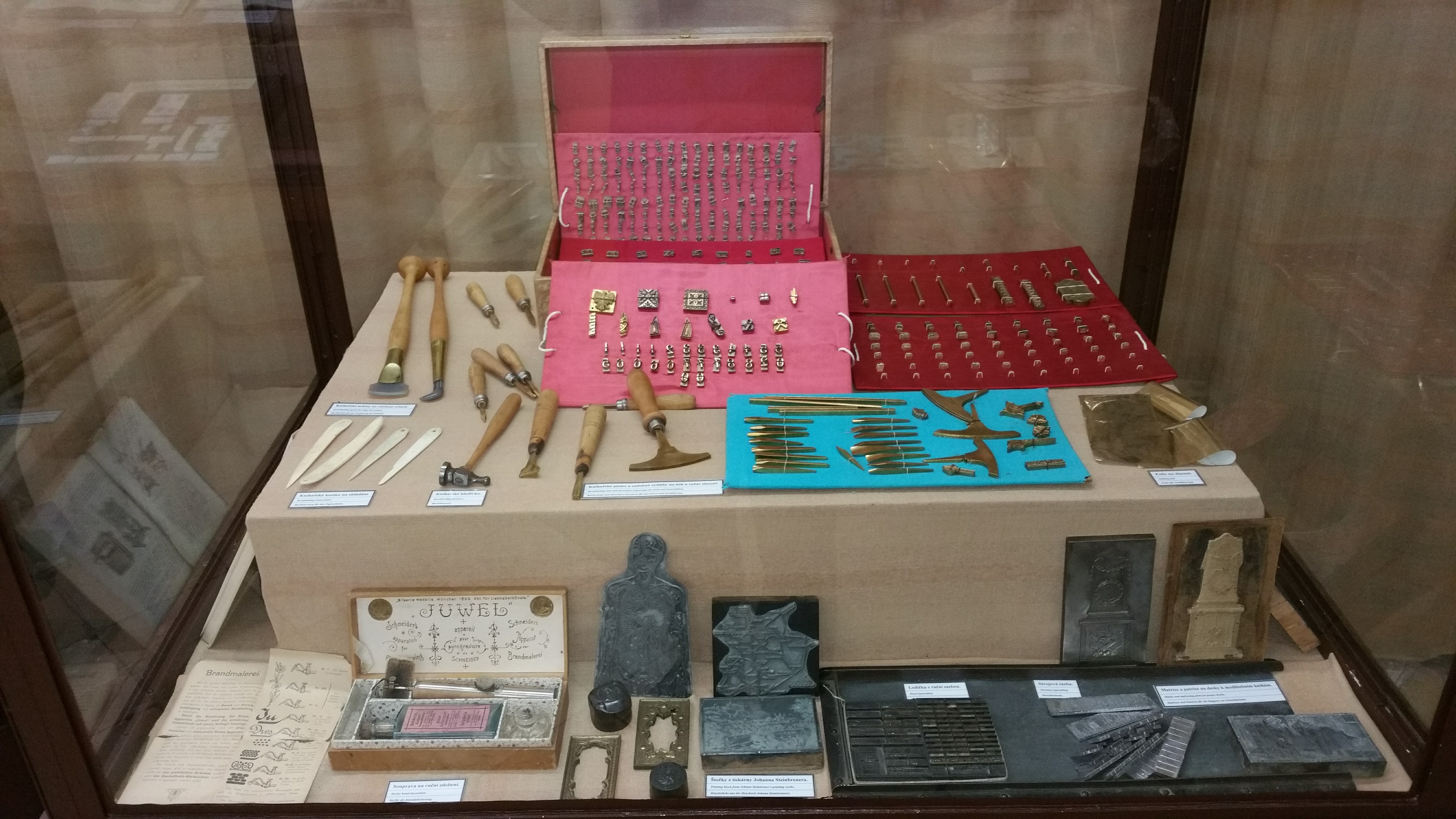
Sala espositiva del museo con raccolta di materiali per stampe e incisioni

L'ormai ex castello con tutte le sue strutture si trova a nord del centro storico di Vimperk, nella Boemia Meridionale della Repubblica Ceca. È in parte inserito nella cinta muraria cittadina. Le numerose parti della struttura risalgono a periodi storici diversi. La cappella del castello, datata 1611, fu modificata nel 1757. Il castello superiore venne ricostruito nel XIX secolo dopo un incendio. I fabbricati agricoli si sono aggiunti col tempo. Le parti nel cortile risalgono al XVII secolo. La fabbrica di birra fu costruita nel 1587 e modificata nel 1632. Il cancello d'ingresso al secondo cortile risale al 1622. Il parco del castello, in passato molto vasto, risale al periodo rinascimentale.
L'insieme del castello è costituito da 3 cortili e dall'ex piazzale settentrionale del castello. L'ingresso principale al complesso avviene attraverso un passaggio nella parte nord orientale del primo cortile. In questa parte il cortile è delimitato da un edificio a pianta irregolare ad U, per lo più ad un solo piano, più elevato sul pendio, la parte dell'ala nord ovest è solo al piano terra. Nell'angolo nord-est si trova la prima delle tre fontane del castello. La parte più importante del Castello superiore è la sua ala a sud, che si innalza su tre piani. Si compone di tre parti col prospetto orientale, l'ala sud-est e il prospetto meridionale con la scala circolare. La facciata settentrionale del prospetto orientale è divisa da riquadrature a graffito con finestre a quadrifora a dieci vetri. La facciata occidentale è corrispondente alla facciata settentrionale. La facciata sud è semplice, senza divisioni sulle pareri esterne e le finestre in tutti i piani fuori terra sono a quattro ante, a otto vetri, doppie. Nell'angolo sud-est è presente un massiccio pilastro di sostegno angolare in blocchi di pietra lavorata, al quale si addossa il muro prospiciente la Torre Nera. Al piano terra della facciata a est, in corrispondenza del corridoio, ha l'ingresso con porta in legno ad una sola anta con struttura a telaio. La copertura del tetto è a due falde con abbaini in legno a padiglione con tegole di cemento.
L'ala a nordest è caratterizzata da una torre a sei piani con tetto cesellato. Il passaggio sul lato sud dell'ala porta all'accesso del secondo cortile. Il piano terra della parte meridionale presenta muratura senza intonaco in pietra di cava. La copertura del tetto è a due falde con tegole di cemento. Nel complesso sono presenti due luoghi di culto, la cappella di San Giuseppe e la cappella degli Evangelisti. Dal secondo cortile si accede alla cappella di San Giuseppe, che in origine probabilmente fu un semplice edificio del palazzo. La cappella fu modificata nel 1757 ed appare come un edificio rettangolare intonacato. La struttura a capanna con tetto a due falde e padiglione sul lato sud ovest. Sopra il presbiterio, sul muro perimetrale, si trova la piccola torretta campanaria a base quadrata con campana. La copertura è data da una piramide a base ottagonale. La cappella degli Evangelisti si raggiunge dall'esterno, al lato nord del Castello Superiore, nella zona del fossato. La piccola chiesa risale al 1611 ed è stato aggiunta dall'esterno all'originario muro perimetrale del castello primitivo. Parte del cortile in prossimità dell'ala sud è pianeggiante, separata dal resto dell'area da un muro di contenimento. Il primo cortile è racchiuso da un muro attraversato dalla porta dell'Haselberg. Il secondo cortile è accessibile attraverso un passaggio al piano terra di una slanciata torre quadrata e questo cortile era probabilmente il Castello Inferiore. Da questa parte si accede all'ala a sud est con l'ingresso al museo. Il terzo cortile corrisponde all'antico Castello Superiore.

### Monumento culturale della Repubblica Ceca
La tutela dei monumenti della Repubblica Ceca considera l'intera area del complesso del castello di Vimperk un monumento culturale tutelato col numero di catalogo 1000128650.